# 上下文关联帮助
上下文关联帮助（Context-sensitive help），又称“上下文敏感帮助”，属于在线帮助的一种，它提供与程序当前位置和状态相关联的帮助信息。上下文关联帮助为用户提供即时帮助和信息，而无需用户离开当前工作界面。
与一般的在线帮助或在线手册不同，上下文关联帮助无需在一个窗口中向读者展示帮助文件的全部内容。每个主题只描述软件的某一个状态、情况或功能。

## 上下文关联帮助的常见形式

### 工具提示（Tooltip）
当用户将鼠标光标悬停在某个界面元素（例如图标）上，将弹出工具提示小窗口，为用户提供关于该元素的更多信息。

### 向导（Guided Tour）和逐步说明（Walkthrough）
向导和逐步说明是引导用户如何使用界面的一系列工具提示。向导首先向用户展示操作过程，然后让用户跟着操作。逐步说明则是依次出现的一系列工具提示，引导用户从头至尾逐步完成操作。

### 输入框提示（Inline Instruction）
这是关联帮助最基本的形式。当创建账户或填写表格时，我们会看到界面中的输入框提示，它提示用户在对话框中填入所需信息。

### 嵌入式帮助
嵌入式帮助通过软件界面本身向用户展示上下文关联帮助，无需用户搜索帮助。

### 嵌入式帮助中心
简单来说，嵌入式帮助中心就是可以从软件直接访问的帮助中心。虽然有些嵌入式帮助中心能指向与当前页面相关的文章，但通常仍需要用户自己找到解决问题的相关内容。

## 优势
根据 Bri Hillmer 的研究总结，上下文关联帮助有以下优势：
1. 许多用户对传统在线帮助的使用度不高。[4]
2. 上下文关联帮助对工作流程的干扰度最低，用户查看帮助不需要跳转到新的页面。[5]
3. 上下文关联帮助提供特定于程序当前状态或情形的信息，可为用户提供更有效的指导。[2]
4. 上下文关联帮助不依赖于屏幕截屏或插图，更易于维护。[5]

## 劣势
根据 Bri Hillmer 的研究总结，以下是上下文关联帮助的一些潜在问题：
1. 程序中包含太多文字，可能分散用户注意力或使用户困惑。[4]
2. 上下文关联帮助需要开发资源，因此维护成本较普通在线帮助更高。[4]
3. 上下文关联帮助（特别是学习向导）可能会妨碍熟练用户。[4]
4. 如果在一系列步骤中用户无法选择返回，上下文关联帮助（特别是学习向导）会对用户操作造成约束。[4]

## 实现方式
上下文关联帮助可通过多种方式实现：
- 工具提示（Tooltip）：工具提示是最常见的关联帮助形式[6]，通常为纯文本格式；[1]
- 上下文关联链接：在新窗口中打开所链接主题；[1]
- 浮动/弹出式元素：能显示格式化文本、图片和链接；[1]
- 帮助面板：能显示更多内容、UI 逐步学习教程、以及视频；[1]
- Lightbox（灯箱）效果插件：能展示多媒体内容，支持全屏显示。[1]

## 如何访问上下文关联帮助
以下是访问普通（非嵌入式）关联帮助的传统方式：

### 帮助菜单
帮助菜单应至少包含以下条目：
- 打开帮助主题对话框的条目
- 打开当前窗口关联帮助的条目
- 使程序进入“这是什么？”帮助模式的条目

### 窗口与对话框帮助
- 按 F1 键打开窗口或对话框的帮助
- 每个对话框都应有一个帮助按钮，该按钮触发与 F1 键相同的帮助主题。

### 控件帮助
- 按 Shift-F1 使程序进入“这是什么？”帮助模式。进入帮助模式后，鼠标光标变成带问号的箭头，用这个光标点击界面中某个控件，即可弹出相对应的帮助内容。
- 对话框的标题栏以及窗口的工具栏（如果有工具栏）都应包含问号按钮。该按钮使程序进入“这是什么？”帮助模式。
- 右键点击某个控件的弹出菜单应包含“这是什么？”条目，该条目可打开当前控件的关联帮助。
- 如果选择 F1 打开控件帮助，应确保所有控件都如此。

## 上下文关联的基本形式
- 域或控件级别上下文关联：当用户点击屏幕上某个控件时，即出现一个小的帮助提示，通常是对当前控件的一个简短描述。[8]
- 对话框或窗口级别上下文关联：出现一个帮助窗口。该帮助窗口通常包含对当前屏幕上所有控件的描述、以及相关主题的链接，有时也包含对话框或屏幕相关的过程性信息或概念。[8]

## 嵌入式帮助
嵌入式帮助是最新、最前沿的在线帮助方式，也是上下文关联帮助的一种。它与其他在线帮助类型有很大区别，要求非常简短、与当前任务相关的主题，且不依赖于传统帮助工具，如目录和索引。嵌入式帮助不是在一个单独的窗口显示，而是直接显示在软件用户界面里。
注：应避免将嵌入式帮助与软件向导相混淆。

### 嵌入式用户帮助的优势
- 需要时可立即获得所需帮助信息。[9]
- 帮助对用户持续可见，帮助主题随鼠标光标位置或用户当前操作而变化。[7]
- 不会遮挡用户界面。[7]
- 使用户能专注于当前任务、不受干扰。[9]
- 可链接到更多信息。[9]
- 用户将嵌入式用户帮助看做是软件的一部分，而不是“帮助文件”。[9]

### 实现方式
嵌入式用户帮助的实现方式取决于具体的应用程序。以下例举了三种主要的实现方式：
- 每个控件的旁边显示说明性文字或提供详细描述。
- 在程序主窗口中嵌入一个帮助窗口，并显示主要的帮助主题。
- 使用嵌入式窗口显示帮助信息。当用户将鼠标置于不同控件上时，帮助信息随之改变。

注：嵌入式帮助窗口占用了用户界面空间，因此需允许用户在不需要帮助信息时将帮助窗口最小化或将其关闭。

### 如何访问嵌入式帮助
以下是访问嵌入式帮助的传统方式：

#### 帮助菜单
帮助菜单应至少包含以下条目：
- 打开帮助主题对话框的条目
- 打开当前窗口关联帮助的条目
- 使程序进入“这是什么？”帮助模式的条目

#### 窗口与对话框帮助
- 按 F1 键打开窗口或对话框的帮助
- 每个对话框都应有一个帮助按钮，该按钮触发与 F1 键相同的帮助主题。

#### 控件帮助
- 将鼠标悬停在某个控件上，嵌入窗口将显示该控件的关联帮助。
- 用户能够轻松打开或关闭嵌入窗口。
- 如果嵌入窗口有多个选项卡，应允许用户选择显示哪些类型的信息。例如，其中一个选项卡显示描述性信息，另一个选项卡显示操作步骤类信息。